# Ekomuzej batana
Ekomuzej batana je ekomuzej u Rovinju. Otvoren je 2004. godine kao prvi ekomuzej u Hrvatskoj. Smješten je pored rovinjskog velikog mola, na adresi Obala Pina Budicina 2.
Predstavlja poseban način upravljanja baštinom u rukama lokalne zajednice. Posvećen je ribarskoj brodici batani i lokalnoj zajednici koja ju je prepoznala kao svoj baštinski simbol. Batana je najrasprostranjenije tradicionalno plovilo u Rovinju i ona zrcali kontinuitet lokalne materijalne i nematerijalne pomorske i ribarske baštine, ali i kontinuitet svakodnevnog života domaćeg stanovništva. Od 2004. do 2012. stručna voditeljica ekomuzeja bila je Dragana Lucija Ratković Aydemir.
U muzejskom postavu može se naći podatke o povijesti batane i načina života ribara i njihovih obitelji, drveni kostur batane, stare ribarske alate, snimku izrade nove batane, video priču, publikacije i ostalo.
Osnovne sastavnice i područja djelovanja muzeja su:
- Kuća o batani – interpretacijski i dokumentacijski centar (otvoren 2004.)
- Spacio Matika – rovinjska inačica konobe, prostor živog doživljaja gastronomske, jezične i glazbene nematerijalne baštine Rovinja (otvoren 2006.)
- Mali škver – mjesto njegovanja, očuvanja i prenošenja nematerijalne baštine gradnje batane, upisane na Listu nematerijalne baštine RH (otvoren 2005.)
- Rovinjska regata tradicionalnih barki i brodica s oglavnim i latinskim jedrom – manifestacija koja slavi i čuva znanja i vještine tradicionalnog načina jedrenja s oglavnim i latinskim jedrom. Prva je održana 2005. godine.[2]

Ministarstvo kulture Republike Hrvatske službeno je predložilo projekt Očuvanje nematerijalne baštine Rovinja kroz Ekomuzej batana za upis na UNESCO-ovu svjetsku listu najboljih projekata očuvanja nematerijalne baštine u 2015. godini. Prijedlog je 2016. prihvaćen te je upisan u UNESCO-ov Registar najboljih praksi očuvanja nematerijalne kulturne baštine svijeta kao prvi hrvatski projekt u spomenutom Registru.
Ekomuzej batana je aktivan cijele godine a ljeti je program intenzivniji. Organiziraju stručne skupove, sudjeluju u međunarodnih projektima u svrhu suradnji oko rada na zaštite i očuvanja baštine. Zadaća muzeja je producirati didaktičke materijale, održavati radionice u školama i informirati mlade o tome što je nematerijalna baština i zašto je važna njezina zaštita.

## Vanjske poveznice
- Službene stranice
- Facebook stranica
- Ekomuzej Batana Hrvatska tehnička enciklopedija, portal hrvatske tehničke baštine. LZMK